# Río Kolsu
El río Kolsu (en ruso: Колсу) es un río del Gran Cáucaso en el distrito de Karacháyevsk de la república de Karacháyevo-Cherkesia del sur de Rusia. Es un afluente del Teberdá, que desemboca en el río Kubán.

## Curso
El río nace en la vertiente occidental del monte Kolsu(3325 m), que le separa del valle del río Kirkol, afluente del Kol-Tiubiu. Su curso de 6 km discurre formando un valle de alta montaña en dirección noroeste hasta llegar a la orilla derecha del Teberdá, en Vérjniaya Teberdá.